# Волкова Ольга Володимирівна (акторка)
Ольга Володимирівна Волкова (рос. О́льга Влади́мировна Во́лкова; до шлюбу Політова; * 15 квітня 1939, Ленінград, Російська РФСР) — радянська і російська акторка театру і кіно. Заслужена артистка РРФСР (1969). Народна артистка Росії (1993).
Яскрава характерна і комедійна акторка. Зіграла близько 200 різнопланових ролей в кіно, серіалах і телеспектаклях. Знімається в українських картинах.

## Життєпис
1960 року закінчила акторську студію при Ленінградському ТЮГу (майстерня Леоніда Макар'єва). У 1957–1970 роках грала на сцені Ленінградського ТЮГу, у 1970–1976 роках була акторкою Академічного театру комедії ім. Н. П. Акімова.
У 1976–1996 роках входила до трупи Ленінградського академічного Великого Драматичного театру імені М. Горького, у 1992–1996 роках була акторкою Російського державного академічного Великого драматичного театру імені Г. О. Товстоногова (той же театр зі зміненою назвою).
З 1996 року — акторка московського Театру Антона Чехова. 1993 року отримала звання народної артистки Росії.

### Приватне життя
- Батько — Володимир Львович Політов
- Мати — Ксенія Іванівна Вольська
- Дід — Іван Вольський, актор

Перший чоловік, від якого залишила прізвище Волкова і має дочку Катерину — кінооператор Волков. Другий, неофіційний чоловік — Микола Волков, народний артист РРФСР, від нього син Іван. Діти — теж актори. Третій чоловік — Володимир Ховралев, заслужений діяч мистецтв, головний художник Великого театру ляльок у Санкт-Петербурзі. Невістка, колишня дружина сина Івана — Чулпан Хаматова.

## Визнання та нагороди
- 1969 — Заслужена артистка РРФСР
- 1993 — Народна артистка Росії
- 2002 — Національна кінопремія «Золотий орел» у номінації «Найкраща жіноча роль другого плану» за фільм «Оповідь про Федота-Стрільця».

## Творчість

### Ролі в театрі
- «Ханума»
- «Будьте здорові, мосьє»
- «Авантюрна сімейка, або як вкрасти мільйон»

### Телевистави
- 1965 — «Римські оповідання»
- 1967 — «Життя Матвія Кожем'якіна»
- 1967 — «Зубожіле королівство» — принцеса Маня
- 1970 — «Двадцять сьомий неповний» — Наташа
- 1977 — «Голий король»
- 1979 — «Вплив гамма-променів на блідо-жовті нігтики» — старша дочка
- 1986 — «Піквікський клуб» — Речел Уордль

### Ролі у кіно
- 1958 — «Місто запалює вогні» — абітурієнтка мостобудівного інституту
- 1964 — «Я — шофер таксі»
- 1965 — «Спекотний липень»
- 1967 — «Першоросіяни»
- 1972 — «Учитель співу» — мама Міли
- 1976 — «Вдови»
- 1976 — «Життєва справа» (кіноальманах)
- 1979 — «У моїй смерті прошу звинувачувати Клаву К.» — Ірина Григорівна, вихователька дитсадка
- 1979 — «Повернемося восени» — Зіна Вязова (немає в титрах)
- 1979 — «Троє в човні, не рахуючи собаки» — одна з заблукалих у лабіринті
- 1979 — «Кажан» — Лотта
- 1979 — «Мій перший друг...» — мама Саші, акторка
- 1979 — «Осіння історія» — вчителька
- 1980 — «До кого залетів співочий кенар»
- 1980 — «Соло» (короткометражний)
- 1981 — «Прийдуть страсті-мордасті» — «Степанич»
- 1982 — «Шапка Мономаха» — Алла Перфільєвна, секретарка директора школи
- 1982 — «Острів скарбів» — місіс Гоккінс, мати Джима
- 1982 — «Вокзал для двох» — Віолетта, офіціантка
- 1982 — «Крадіжка» — місіс Стоун, друкарка Старкуетра, що продала листа
- 1983 — «Унікум» — членкиня худради
- 1984 — «Дублер починає діяти» — Лідія Іванівна, секретарка
- 1984 — «Жорстокий романс» — модистка
- 1984 — «Аплодисменти, аплодисменти...» — Поліна, асистентка режисера
- 1984 — «ТАРС уповноважений заявити...» — Емма Шанц
- 1984 — «Підслухана розмова»
- 1984 — «Ольга і Костянтин» — продавчиня
- 1984 — «І ось прийшов Бумбо...» (англ. And Then Came Bumbo ...) — своячка, родичка Сашеньки
- 1984 — «Пані міністерша» — Савка, тітка міністерки
- 1985 — «Снігуроньку викликали?» — Світлана Іванівна
- 1985 — «Підсудний» — Лідія Сергіївна, народний засідатель
- 1985 — «Сон в руку, або Валіза» — Антоніна Сергіївна, редакторка
- 1986 — «Винятки без правил» (кіноальманах (фільм «Скріпки»)) — секретарка
- 1986 — «Мій ніжно коханий детектив» — Россіта, акторка з Шеффілда
- 1986 — «При відчинених дверях» — Надія Петрівна, інженерка
- 1986 — «Пробач» — Ірина Михайлівна Свірська
- 1987 — «Забута мелодія для флейти» — Сурова
- 1987 — «Казка про закоханого маляра» — Дрізофіла II
- 1987 — «Донечка»
- 1987 — «Незвичайні пригоди Карика і Валі» — бабуся
- 1988 — «Фізики» — Докторка Матильда фон Цанд, головна лікарка санаторію «Вишневий сад»
- 1988 — «Будні і свята Серафими Глюкиної» — Ельвіра Павлівна, контрабасистка
- 1988 — «Циганський барон» — Мірабелла
- 1988 — «Скарб» — директорка ювелірного магазину
- 1990 — «Убити дракона» — дружина коваля
- 1990 — «Захід» — Потапівна
- 1990 — «Яма» — дама-благодійниця
- 1990 — «Анекдоти» — Марина Родіонівна/дама / біс
- 1990 — «Самогубець» — Раїса Пилипівна
- 1990 — «Кар'єр»
- 1991 — «Анна Карамазофф» — сусідка
- 1991 — «Небеса обітовані» — Катя Іванова
- 1991 — «Ближнє коло» — Тамара Петрівна (немає в титрах)
- 1992 — «Дивні чоловіки Семенової Катерини»
- 1992 — «Старі молоді люди»
- 1992 — «Рекет» — мати Мельникова
- 1992 — «Східний роман» — Фатіма, дружина Саїда
- 1992 — «Арифметика вбивства»
- 1992 — «А король-то голий» — Перша дама
- 1993 — «Не хочу одружуватися!» — Цвєткова, мати Олександра
- 1993 — «Щасливий невдаха» — психіатриня
- 1993 — «Пристрасті за Анжелікою» (Росія—Україна) — Кирилівна
- 1993 — «Мені нудно, бісе»
- 1993 — «Лабіринт кохання»
- 1993 — «Ангели в раю»
- 1994 — «Колечко золоте, букет з червоних троянд»
- 1994 — «Я вільний, я нічий» — дружина Гуляєва
- 1994 — «Тринь-бринь» (Росія—Україна) — Клаша, бабуся Олі
- 1995 — «Одкровення незнайомцю» (фр. Confidences a un inconnu) — жінка, що їла цибулю
- 1995 — «Домовик і мереживниця» — Антоніна, представниця дитячого будинку
- 1997 — «Привіт, дурні!»- Лікарка-окулістка
- 1997 — «Бідна Саша» — Амалія Аркадіївна, няня Сашка
- 1998 — «Тоталітарний роман» — Гертруда Лемке, тітка Андрія
- 1998 — «Райське яблучко» — лікарка
- 2000 — «Фортуна» — продавчиня
- 2000 — «Бременські музиканти & Co» — дружина осла-старшого
- 2000 — «Тихі вири» — Варвара Петрівна Муромова, слідча
- 2001 — «Оповідь про Федота-Стрільця» — Яга
- 2001 — «Слід перевертня» — Соня Гурвич
- 2001 — «Дракоша і компанія»
- 2001 — «Новорічні пригоди»
- 2002-2005 — «Дружна сімейка» — Ольга Іванівна, бабуся
- 2003 — «Гра у модерн» — Кіцінька
- 2003 — «Євлампія Романова. Слідство веде дилетант»- Емма Марківна (серія" Покер з акулою ")
- 2004 — «Нерівний шлюб»
- 2005 — «Дванадцять стільців» -Клавдія Іванівна
- 2005 — «Любов моя» — Роза, сусідка Вадима та Анжели
- 2005 — «Пороки і їх прихильники» — Олена Тихонівна
- 2005 — «Дура» — Тетяна Іванівна
- 2005-2006 — «Люба, діти і завод» — Євгенія Олександрівна Орлова
- 2005 — «Підступи любові»
- 2005 — «Найкрасивіша» — бібліотекарка
- 2006 — «Віртуальний роман»
- 2006 — «Пороки та їхні прихильники» (Росія—Україна) — Олена Тихонівна
- 2006 — «Травесті» — помічниця режисера
- 2006 — «Плата за любов» — мати
- 2006 — «Зоряні канікули» — Анастасія Філімонівна, бабуся Маші і Гоші
- 2007 — «Будинок на Англійській набережній» — Дуня
- 2007-2013 — «Татусеві дочки» — Антоніна Семенівна Гордієнко, бабуся дівчаток, мама Людмили Сергіївни, теща Сергія Олексійовича
- 2007 — «Місяць-Одеса» — мама Борі
- 2007 — «Руд і Сем» — Ганна Романівна
- 2007 — «20 сигарет» — Зінаїда Аркадіївна
- 2008 — «Скарб» — Тамара
- 2008 — «Парадокс»
- 2008 — «Надія як свідчення життя» (Україна) — Ніна Миколаївна Тихомирова, директор приватної школи
- 2008 — «Арфа для коханої» (Україна) — Ада, мама Зої, заслужений учитель СРСР
- 2008 — «Нове життя сищика Гурова» — генеральша, сусідка Байкова (серія «Стоїк»)
- 2008 — «Подія у місті М»
- 2008 — «Операція „ЧеГевара“» (Україна)
- 2008 — «Мінливості долі» — Ольга Петрівна
- 2009 — «Сільська комедія»
- 2009 — «За все тобі дякую 3» (Україна) — Генрієтта Леопольдівна
- 2009 — «Незакінчений урок» — Надія Петрівна, директорка школи
- 2009 — «Журов» — Панкратова (серія «Курортний роман»)
- 2009 — «Кров не вода» — бабуся Ані та Маші
- 2009 — «Я буду жити!»
- 2009 — «Як козаки» — мати імператриці Катерини II
- 2010 — «Бабуся Ада» — бабуся Ада (у виробництві)
- 2010 — «Горбунок» (у виробництві)
- 2010 — «Іванов» (у виробництві) — Авдотья Назарівна, стара з невизначеною професією
- 2010 — «Весілля. Дело. Смерть» (у виробництві) — Атуєва
- 2010 — Смерть Вазір-Мухтара. Любов і життя Грибоєдова
- 2010 — 2011 — Тут хтось є — Тамара Проскуріна, мати Дмитра ' '
- 2011 — Татусеві доньки" — Гордієнко Антоніна Семенівна
- 2012 — «Остання роль Рити» (Україна)
- 2016 — «Життя після життя» (Росія—Україна)

### Озвучування
- 1969 — «Хлопчаки острова лівів»
- 1978 — «Молодший науковий співробітник» (короткометражний) — Тетяна Юріївна Колотова(роль Олени Прудникової)
- 1980 — «Два довгих гудки в тумані» — Ніна(роль Олени Капіци)

## ТВ
- 2009 — «Пізнє щастя Ольги Волкової»